# Communauté de communes Drôme Sud Provence
Die Communauté de communes Drôme Sud Provence ist ein französischer Gemeindeverband mit Rechtsform einer Communauté de communes im Département Drôme, dessen Verwaltungssitz sich in dem Ort Pierrelatte befindet. Sein Einzugsgebiet liegt im Süden des Départements und umfasst einen Teil der Landschaft Tricastin. Der am 1. Januar 2014 gegründete Gemeindeverband besteht aus 14 Gemeinden und zählt 43.119 Einwohner (Stand 2022) auf einer Fläche von 289,20 km². Präsidentin des Gemeindeverbandes ist Marie-Pierre Mouton.

## Aufgaben
Zu den vorgeschriebenen Kompetenzen gehören die Entwicklung und Förderung wirtschaftlicher Aktivitäten und des Tourismus sowie die Raumplanung auf Basis eines Schéma de Cohérence Territoriale. Der Gemeindeverband betreibt außerdem die Abwasserentsorgung.

## Mitgliedsgemeinden
Folgende 14 Gemeinden gehören der Communauté de communes Drôme Sud Provence an:
| Gemeinde                                  | Einwohner 1. Januar 2022 | Fläche km² | Dichte Einw./km² | Code INSEE | Postleitzahl |
| ----------------------------------------- | ------------------------ | ---------- | ---------------- | ---------- | ------------ |
| Bouchet                                   | 1.417                    | 11,89      | 119              | 26054      | 26790        |
| Clansayes                                 | 520                      | 14,47      | 36               | 26093      | 26130        |
| Donzère                                   | 5.981                    | 32,06      | 187              | 26116      | 26290        |
| La Baume-de-Transit                       | 933                      | 12,05      | 77               | 26033      | 26790        |
| La Garde-Adhémar                          | 1.147                    | 27,73      | 41               | 26138      | 26700        |
| Les Granges-Gontardes                     | 692                      | 7,26       | 95               | 26145      | 26290        |
| Malataverne                               | 2.238                    | 16,68      | 134              | 26169      | 26780        |
| Pierrelatte                               | 13.909                   | 49,56      | 281              | 26235      | 26700        |
| Rochegude                                 | 1.677                    | 18,30      | 92               | 26275      | 26790        |
| Saint-Paul-Trois-Châteaux                 | 8.776                    | 22,04      | 398              | 26324      | 26130        |
| Saint-Restitut                            | 1.450                    | 14,48      | 100              | 26326      | 26130        |
| Solérieux                                 | 311                      | 8,55       | 36               | 26342      | 26130        |
| Suze-la-Rousse                            | 2.067                    | 30,60      | 68               | 26345      | 26790        |
| Tulette                                   | 2.001                    | 23,53      | 85               | 26357      | 26790        |
| Communauté de communes Drôme Sud Provence | 43.119                   | 289,20     | 149              | –          | –            |